# مطار الحديدة الدولي
مطار الحديدة الدولي (إياتا: HOD، إيكاو: OYHD) هو مطار دولي يقع في مدينة الحديدة اليمنية المطلة على الساحل الشرقي للبحر الأحمر، ويستخدم مدرج المطار من قاعدة الحديدة الجوية، يخدم المطار مدينة الحديدة والقرى والمراكز التابعة لها، ويخدم المطار الرحلات الداخلية والرحلات الدولية.
في تاريخ 28 مارس تم إستهداف المطار من قبل طائرات عاصفة الحزم .

## خطوط وشركات الطيران
- الخطوط الجوية اليمنية (صنعاء، القاهرة، عمَّان، جدة )
- طيران السعيدة (صنعاء )